# Coll del Solà de les Aigües Calentes
El Coll del Solà de les Aigües Calentes és un coll dels contraforts nord-orientals del Massís del Canigó, a 858,3 metres d'altitud, en el terme comunal de Nyer, a la comarca del Conflent, de la Catalunya del Nord.
És a prop de l'extrem nord-oest del terme comunal de Nyer, a la partida d'Aigües Calentes, a llevant dels Banys de Toès i al sud dels Banys de Canavelles. El lloc on es troba és en els entorns d'on hi havia hagut el monestir de Sant Andreu d'Eixalada.